# Rhopalopterum mimicum
Rhopalopterum mimicum är en tvåvingeart som först beskrevs av Collin 1949.  Rhopalopterum mimicum ingår i släktet Rhopalopterum och familjen fritflugor. Inga underarter finns listade i Catalogue of Life.